# Незаконное вооружённое формирование
Незако́нное вооружённое формирова́ние (НВФ) — это вооружённая организация людей, примерно схожая по своему составу с военной организацией, действующая по единому замыслу и плану вне государственного (федерального) законодательства, под единым руководством признанного (избранного) лидера (главаря).

## История
Впервые понятие «незаконное вооружённое формирование» как определение существующего явления появилось в 1995 году, когда, в соответствии с поручением Президента России, Государственно-правовое управление Президента России разъяснило, что под лицами, сложившими оружие, понимаются «члены вооружённых формирований, не предусмотренных федеральным законодательством, отдельные лица или группы, не входящие в указанные формирования, которые прекратили применения оружия», сдав его в упомянутом порядке.

Создание и существование формирований, имеющих военную организацию или вооружение и военную технику либо в которых предусматривается прохождение военной службы, не предусмотренных федеральными законами, запрещаются и преследуются по закону.— Пункт 9, Статья 1, Раздел I, Федеральный Закон № 61-ФЗ «О обороне», 31 мая 1996 года.
В Российской Федерации — России в соответствии со статьёй 208 Уголовного кодекса Российской Федерации (УК России) создание либо финансирование незаконного вооружённого формирования — то есть любого вооружённого объединения, отряда, дружины или иной группы, не предусмотренного федеральным законом, карается лишением свободы на срок от десяти до двадцати лет (часть 1 статьи) участие в нём — лишением свободы от восьми до пятнадцати лет (часть 2 статьи).
Участие на территории иностранного государства в вооружённом формировании, не предусмотренном законодательством этого государства, в соответствии с частью 2 статьи 208 карается лишь в том случае, если такое незаконное вооружённое формирование действует в целях, противоречащих интересам Российской Федерации.

## Критерии оценки группы лиц как НВФ
Понятие НВФ включает в себя три критерия, необходимые для классификации группы людей как НВФ:
- Группа — объединённая общей целью группа людей на временной или постоянной основе, члены которой имеют разделение обязанностей, имеющее иерархическую структуру, элементы субординации (начальник — подчинённый), требования дисциплины;
- Вооружённость — члены группы имеют различное оружие;
- Незаконность — группа создаётся и функционирует вопреки действующему законодательству, неподконтрольно законному правительству.

Не всякая вооружённая группа может быть квалифицирована как НВФ. Основным признаком последнего есть качественность. К примеру, двое или несколько человек, вооружённые гранатомётом, пушкой, танком, не всегда могут быть квалифицированы как НВФ. Для этого им необходимо иметь следующие признаки качественного критерия оценки.
- Иерархичность — наличие внутренней иерархии:
  - внутренняя структура;
  - система управления;
  - субординация;
  - распределение ролей;
  - специфические правила общения;
  - подготовленный план.
- Профессионализм — наличие у членов определённых качеств:
  - служебной дисциплины;
  - военной подготовки, включая огневую, тактическую, строевую и физическую;
  - техническая оснащённость и подготовка.
- Устойчивость — группа должна действовать значительное время практически в неизменённом составе, либо создаваться с целью длительного функционирования.

## Цели
НВФ может преследовать разные цели, такие как:
- Нажива (банда, шайка и так далее);
- Политические цели (боевая организация или террористическая группа в зависимости от точки зрения).

Однако граница между бандой и террористической группой может быть весьма условной, так как преступные группировки могут привлекаться для террористических целей.
Террористическая группа может быть квалифицирована как НВФ, только если она действует на постоянной основе, имеет оружие. Совершение теракта возможно без применения оружия, используя технические особенности объекта теракта (например, вывод из строя оборудования АЭС, что может привести к техногенной катастрофе). Террористы могут использовать оружие для оказания сопротивления спецназу и/или полиции.

## Оружие
В зависимости от типа и цели, НВФ могут использовать следующие типы оружия:

### По происхождению
- Фабричное оружие;
- Самодельное оружие;
- Кустарное оружие.

### По типу
- Холодное оружие (ножи, кинжалы, кортики). А также такое холодное оружие как копья, шпаги, сабли, мечи, булавы, и подобное оружие, которое почти полностью вышло из употребления, уступив место нижеприведённым типам оружия, но в отдельных случаях также может применяться в виде самодельных и кустарных экземпляров.
- Стрелковое оружие (малокалиберное огнестрельное оружие): револьверы, пистолеты, пистолеты-пулемёты, карабины, ружья, винтовки (самозарядные, полуавтоматические, автоматические), ручные пулемёты.
- Лёгкие вооружения (огнестрельное оружие малого среднего и среднего калибра): станковые пулемёты, ручные гранатомёты (винтовочные, реактивные), подствольные гранатомёты, станковые гранатомёты, ПЗРК, переносные ПТРК, лёгкие миномёты (то есть миномёты калибра не менее 100 мм), малая реактивная артиллерия.
- Взрывчатые боеприпасы: ручные гранаты, наземные мины, самодельные взрывные устройства.
- Зажигательные боеприпасы: зажигательные гранаты.